# 翁長良宏
翁長 良宏（おなが りょうこう、1934年 - 2017年6月29日）は、ヤクザ、指定暴力団・三代目旭琉会会長。
内部抗争で殺害された二代目旭琉会会長の後を継いで、1983年に同会の三代目会長に就任。
数年のうちは平和が保たれたが、1990年に理事長・富永清（富永一家総長）派との対立が表面化。いったんは収拾が図られたものの僅か4ヵ月後の同年9月、富永派が脱退して「沖縄旭琉会」を結成したことにより、組事務所の外装工事を行っていたアルバイトの高校生や警戒中の警官2人が巻き添えになって死ぬなどの熾烈な抗争（第6次沖縄抗争）を、1992年に双方が終結宣言を出すまで繰り広げることとなった。
この抗争も要因となって1991年に暴力団対策法が制定され、施行直後の1992年6月に三代目旭琉会が沖縄旭琉会と共に指定暴力団に指定されるなどしたため、以後は目立った抗争もなく両組織の並存を保っている。
1970年代に激しく争った山口組とも良好な関係を築き、1985年1月には暗殺される直前の四代目山口組組長・竹中正久の表敬訪問を受け、五代目山口組（組長・渡辺芳則）の頃には親戚団体の一つにも数えられるようになった。
2010年の7月をもって旭琉会の会長を退き、三代目体制下の理事長であった花城松一に跡目を譲った。
2017年6月29日、肺炎のため死去。